# Ricarda Walter

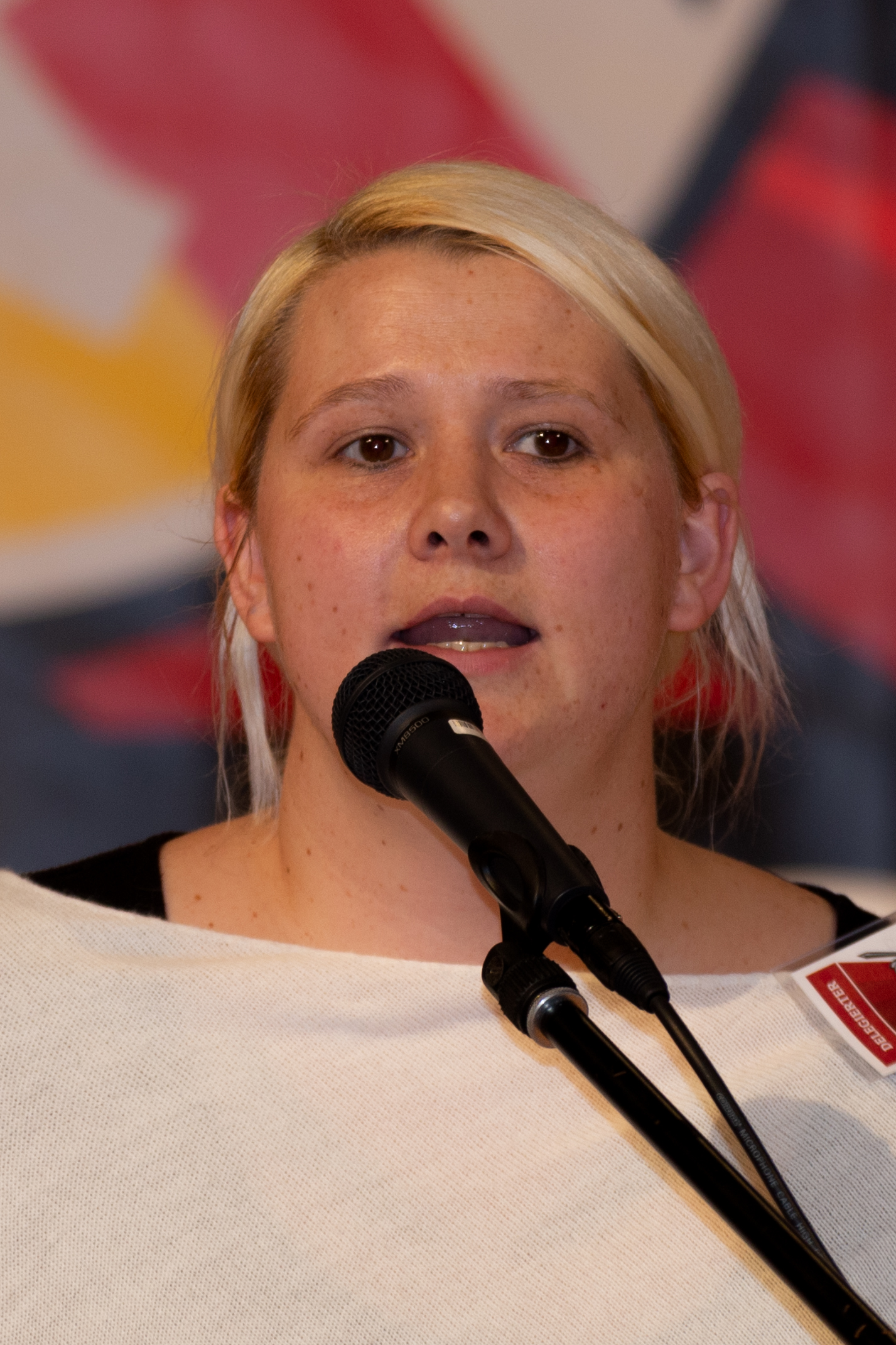
Ricarda Walter (2018)

Ricarda Walter (geborene Schröter, geschiedene Riefling, * 1. Dezember 1983 in Peine) ist eine deutsche rechtsextreme Politikerin und Parteivorstandsmitglied in der Partei Die Heimat.

## Politischer Werdegang
Seit 2002 ist Walter Mitglied der rechtsextremen Gemeinschaft Deutscher Frauen (GDF) und ehemalige Aktivistin des mittlerweile verbotenen Braunen Kreuzes.
Im Jahr 2006 trat sie dem Ring Nationaler Frauen (RNF) als freie Aktivistin bei.
Von 2007 bis 2012 war sie mit dem Kameradschaftsführer Dieter Riefling verheiratet. Sie ist Mutter von fünf Kindern, mit Dieter Riefling hat sie drei gemeinsame Kinder.
Sie war bis Mai 2017 Bundesvorsitzende des Rings Nationaler Frauen und trat im selben Jahr der NPD Niedersachsen bei. 2008 wurde sie Vorsitzende des NPD-Unterbezirkes Oberweser und Landesvorsitzende des RNF in Niedersachsen und war so gleichzeitig im NPD-Landesvorstand vertreten. Im selben Jahr wurde sie in den Bundesvorstand des Rings Nationaler Frauen (RNF), der Frauenorganisation der NPD als Beisitzerin gewählt.
Im Jahr 2009 wurde Walter auf dem niedersächsischen Landesparteitag direkt in den Landesvorstand der NPD Niedersachsen gewählt. Sie kandidierte als Direktkandidatin in Hildesheim zur Bundestagswahl sowie auf Listenplatz Nr. 3 auf der Landesliste Niedersachsen.
2010 wurde sie zur stellvertretenden Bundesvorsitzenden des RNF und 2011 als Beisitzerin in den neuen Bundesvorstand der NPD unter Holger Apfel gewählt.
2012 trat Walter nach internen Streitigkeiten aus dem niedersächsischen Landesvorstand der NPD zurück. Im selben Jahr verlegte sie ihren Lebensmittelpunkt ins rheinland-pfälzische Pirmasens, wo sie seitdem mit Markus Walter, dem NPD-Landesvorsitzenden Rheinland-Pfalz, zusammenlebt. Das Paar heiratete im Mai 2021.
2013 wurde Walter dort zur stellvertretenden Vorsitzenden des NPD-Kreisverbandes Westpfalz gewählt. Ebenso wählte man sie auf den Landeslistenplatz 1 zur Bundestagswahl in Rheinland-Pfalz. Seit dem 20. Juli 2013 ist Walter auch noch stellvertretende Landesvorsitzende in Rheinland-Pfalz. Im März 2014 wurde Ricarda Walter zur Bundesvorsitzenden des Rings Nationaler Frauen gewählt.

## Aktivitäten im Sportverein
Im Jahr 2007 berichtete der NDR über die ehrenamtlichen Tätigkeiten von Walter im TSV Coppengrave. Dort war Walter als Schwimmlehrerin aktiv. Nach einer Hetzrede im niedersächsischen Bad Nenndorf wurde ihr Wirken als ehrenamtliche Bürgerin auf der einen Seite bekannt und auf der anderen Seite ihre neonazistischen Aktivitäten. Der Sportverein trennte sich einvernehmlich von Walter.